# Xavier Prado Rodríguez
Xavier Prado Rodríguez, batejat com Javier David Leoncio Prado Rodríguez i més conegut pel seu sobrenom Prado Lameiro, (Ourense, Galícia, 12 de setembre de 1874 - Ourense, 26 de desembre de 1942) va ser un escriptor, autor teatral i veterinari gallec. A més, va ser un destacat protagonista del regionalisme gallec de principis del segle xx, dins de les Irmandades da Fala. Col·laborador de Lamas Carvajal, va intentar recuperar la publicació O Tio Marcos d'a Portela el 1917, encara que va desaparèixer finalment al 1919.